# 愛新覚羅胤祉
愛新覚羅 胤祉（あいしんかくら いんし、aisin-gioro in-c'y、1677年3月23日 - 1732年7月10日）は、清の康熙帝の三男。母は栄妃のマギャ氏。名は雍正帝の即位後に允祉と改めている。

## 生涯
学門に優れ、幾何学に才能を示し、律呂・算法・暦法に関する全書である『律暦淵源』の編纂を主催した。父帝の信任篤く、熙春園を下賜され、和碩誠親王に封じられた。
康熙47年（1708年）、胤祉は長兄の胤禔を次兄の胤礽（廃太子）呪詛の件で弾劾した。結局、胤禔は軟禁に処せられたが、胤祉の政治的力量は弟たちに及ばなかったため、立太子はされなかった。
雍正帝（康熙帝の四男）の時代、胤祉は景陵の守りを命じられ、北京を追い出された。雍正6年（1728年）、息子の弘晟の収賄罪を口実に、胤祉は郡王に降格された。雍正8年（1730年）に親王位に復するが、胤祥（康熙帝の十三男）の葬儀で涙を流さなかったのを口実に、爵位を剥奪され景山の永安亭に軟禁された。雍正10年（1732年）、病没した。